# Бесков, Эльза
Эльза Бесков (швед. Elsa Beskow, урождённая Маартман, швед. Maartman; 11 февраля 1874 — 30 июня 1953) — шведская детская писательница и иллюстратор детских книг (в том числе собственных).
Изучала искусствоведение на факультете искусств Университета-колледжа искусств, ремёсел и дизайна (тогда носившего название «Техническая школа», Tekniska skolan) в Стокгольме. Вышла замуж за Натанаэля Бескова в 1893, в браке имела 6 детей, среди которых был художник Бу Бесков.
На стиль произведений Э. Бесков значительное влияние оказали Сакариас Топелиус и Ханс Кристиан Андерсен. Книги, как написанные, так и иллюстрированные Эльзой Бесков, чрезвычайно популярны в Швеции, постоянно переиздаются. Один из залов в стокгольмском музее Юнибаккен посвящён произведениям Э. Бесков.

## Премия им. Эльзы Бесков
В 1958 шведской библиотечной ассоциацией была учреждена премия Эльзы Бесков как награда, вручаемая художнику, «который произвёл в прошлом году лучшую шведскую книгу для детей и лучшие иллюстрированные английские детские книги». Приз в размере 25 000 шведских крон (2016). К примеру, в 1976 г. лауреатом премии стал Харальд Виберг.